# محمد صالحلو
محمد صالحلو هي قرية في مقاطعة خدا أفرين، إيران. عدد سكان هذه القرية هو 419 في سنة 2006.